# Paul Hasluck
Pour les articles homonymes, voir Hasluck.
Paul Meernaa Caedwalla Hasluck, né le 1er avril 1905 à Fremantle et mort le 9 janvier 1993 à Subiac, est un historien et fonctionnaire australien, qui fut le dix-septième gouverneur général d'Australie.

## Biographie
Il est né à Fremantle en Australie-Occidentale dans une famille membre de l'Armée du salut, dont il conserva les valeurs toute sa vie. Il fit ses études à la Perth Modern School (en) (comme le Premier Ministre Bob Hawke) puis à l'Université d'Australie-Occidentale où il obtint sa maîtrise de lettres.
En 1923 Hasluck rejoignit l'équipe du journal The West Australian et commença à publier des études sur l'histoire de l'Australie-Occidentale. Il donna des cours d'histoire à l'université avant d'y être chargé de cours en 1939. En 1932 il épousa Alexandra Darker avec qui il eut deux fils.
En 1941 Hasluck fut embauché au ministère fédéral des Affaires Étrangères et participa à différentes délégations australiennes à plusieurs conférences internationales y compris à la Conférence de San Francisco qui fut à l'origine de la création de l'Organisation des Nations unies. C'est là qu'il vint au contact rapproché du Ministre des Affaires étrangères du gouvernement travailliste, le docteur Herbert Vere Evatt sur qui il se fit une impression négative.
Après la guerre, Hasluck retourna à l'université d'Australie-Occidentale où il reprit ses cours et fut chargé d'écrire les volumes « civils » de l'histoire officielle de l'Australie pendant la Seconde Guerre mondiale. Ils furent publiés sous les titres de The Government and the People 1939-1941 en 1951 et The Government and the People 1941-1945 en 1970. Son travail fut interrompu par sa décision de se lancer en politique, une décision motivée pour partie par sa désapprobation de la politique étrangère d'Evatt. Aux élections de 1949, il fut élu député libéral de Perth.

### Carrière politique
En 1951 le Premier Ministre, Robert Menzies le nomma Ministre des Territoires, un poste qu'il occupa pendant 12 ans. Il était responsable de la Papouasie-Nouvelle-Guinée, possession coloniale australienne et du Territoire du Nord où vit la majorité des aborigènes australiens. Bien qu'il partagea les vues paternalistes de l'époque sur la façon de s'occuper des habitants de ces territoires et pratiqua une politique d'assimilation pour les aborigènes, il mena à bien d'importantes réformes sur la façon dont ces peuples étaient traités.
Hasluck fut pendant un court moment Ministre de la Défense en 1963-1964 puis devint Ministre des Affaires Étrangères. Il occupa ce poste au moment où la guerre du Viêt Nam était à son apogée et il en fut un partisan acharné. Il travailla pour renforcer les relations de l'Australie avec les États-Unis et les gouvernements anti-communistes de l'Asie du Sud-Est et s'opposa à la reconnaissance par l'Australie de la République populaire de Chine.
Quand le Premier ministre Harold Holt mourut en décembre 1967, Hasluck fit tout pour que le Ministre des Finances, William McMahon, sur qui il avait une très mauvaise opinion, ne puisse pas devenir Premier Ministre. Bien qu'il n'eut pas de grandes ambitions pour lui-même, il se mit en avant pour constituer une alternative à McMahon. Mais beaucoup de libéraux le virent trop vieux à 64 ans et trop conservateur pour pouvoir rivaliser avec le leader travailliste, Gough Whitlam et les électeurs lui préférèrent le plus jeune et le plus agressif John Gorton.
Gorton était dans une situation inconfortable avec un rival potentiel comme Hasluck restant dans son cabinet et au début de 1969 il lui offrit le poste de gouverneur général, poste qu'Hasluck accepta. Il démissionna du Parlement le 10 février 1969, et devint le premier député d'Australie-Occidentale à démissionner. Cette décision priva Hasluck d'une seconde chance de devenir Premier Ministre puisqu'en 1971 Gorton perdit la direction du parti libéral et les libéraux auraient certainement choisi Hasluck au lieu de McMahon s'il avait été disponible.
Aux élections de 1972, Whitlam battit McMahon et devint Premier Ministre. Cela créa une situation difficile puisque Whitlam et Hasluck se détestaient mutuellement. Dans un incident célèbre à la Chambre des Représentants en 1965, Whitlam avait jeté un verre d'eau à la figure d'Hasluck quand celui-ci lui avait dit : « Vous êtes l'une des choses les plus répugnantes qui ne soit jamais venue dans cette Chambre » . Devenu gouverneur général, Hasluck se montra avec Whitlam d'une parfaite correction, acceptant tout de suite une double dissolution des Chambres en avril 1974 quand l'opposition libérale menaça de bloquer la loi des Finances au Sénat.

### Retraite
Quand le mandat d'Hasluck arriva à échéance en juillet 1974, Whitlam lui proposa de lui renouveler mais Hasluck refusa expliquant qu'il préférait retourner chez lui. Des historiens de l'époque pensent que la crise constitutionnelle de 1975 se serait achevée différemment si Hasluck avait été encore gouverneur général. Hasluck se retira à Perth où il continua de mener une vie active dans les domaines culturels et politiques jusqu'à sa mort en 1993. Il est enterré au cimetière de Karrakatta.
Après sa mort, son fils Nicholas publia des pages choisies du journal intime de son père sous le titre The Chance of Politics. Ce livre contenait nombre de commentaires fortement critiques, à la fois politiquement et personnellement sur nombre de ses contemporains. Cette publication provoqua de grands dégâts.
Hasluck dispose d'une des 150 plaques incorporées dans le sol de la St Georges Terrace à Perth, plaques consacrées aux figures célèbres de l'histoire de l'Australie-Occidentale.